# Malthonica minoa
Malthonica minoa är en spindelart som först beskrevs av Brignoli 1976.  Malthonica minoa ingår i släktet Malthonica och familjen trattspindlar. Inga underarter finns listade i Catalogue of Life.